# Кухарски, Золтан
Золтан Кухарски (венг. Kuharszky Zoltán; род. 8 июля 1959, Будапешт) — венгерский, а позже швейцарский теннисист и теннисный тренер.
- Как игрок — член сборной Венгрии в Кубке Дэвиса, победитель двух турниров Гран-при в парном разряде.
- Тренер Анке Хубер, Аны Иванович, Агнеш Савай, Петры Мартич, Полоны Херцог, лучший тренер Венгрии 2007 года.

## Игровая карьера
В юности Золтан Кухарски трижды выигрывал юношеский (до 19 лет) чемпионат Венгрии. Свои единственные игры за сборную Венгрии в Кубке Дэвиса Кухарски провёл в марте 1980 года против команды Швейцарии. Молодой игрок принёс венгерской команде очко в первый день, победив Роланда Штадлера, но в решающей пятой игре уступил более опытному Хайнцу Гюнтхардту, и венгры проиграли с общим счётом 2:3. Больше в сборную Кухарски не вызывался, хотя его лучшие годы были ещё впереди.
В августе 1981 года Кухарски выиграл в паре с британцем Ричардом Льюисом турнир-«челленджер» в Таррагоне (Испания), а в следующем месяце повторил этот успех уже в одиночном разряде в Бари (Италия), обыграв в финале хозяина корта — победителя и трёхкратного финалиста Кубка Дэвиса Паоло Бертолуччи. В начале 1982 года он поднял планку на новую для себя высоту, выиграв Открытый чемпионат Южной Америки в Буэнос-Айресе, где его партнёром был австриец Ханс Кари, а неделю спустя добравшись до финала аналогичного по классу турнира в Каракасе в одиночном разряде. В первые месяцы 1982 года среди побеждённых им соперников были такие известные теннисисты, как Ян Кодеш, Эдди Диббс и Хайме Фильоль, и помимо финала в Каракасе он побывал также в полуфинале турнира Гран-при в Винья-дель-Мар (Чили) и четвертьфиналах в Буэнос-Айресе и Каире. Середина года не принесла таких успехов, и лишь в ноябре в Бангкоке Кухарски добрался ещё до одного полуфинала турнира Гран-при. В парах, помимо победы в Буэнос-Айресе, он дважды доходил до полуфиналов турниров Гран-при, а также до третьего круга на Уимблдоне — каждый раз с новым партнёром.
Сезон 1983 года стал в парном разряде звёздным часом для Кухарски. За год он четыре раза играл в финалах парных турниров Гран-при, завоевав осенью в Тель-Авиве свой второй титул. Ещё одну победу он одержал на «челленджере» в Сан-Паулу. Эти успехи позволили ему в начале 1984 года занять высшую в парной карьере 65-ю строчку в рейтинге. Хорошо сложился для него и одиночный сезон, хотя и не отмеченный финалами турниров Гран-при: Кухарски выиграл два грунтовых «челленджера» в Бразилии, на Открытом чемпионате Австрии пробился в четвертьфинал, где проиграл Серхио Касалю, а на Открытом чемпионате Австралии — в третий круг после победы над чемпионом 1977 года Витасом Герулайтисом.
По ходу сезона 1983 года венгерский гражданин Кухарски сменил страну и на протяжении оставшейся части карьеры выступал под швейцарским флагом. Пика одиночной карьеры он достиг к лету 1984 года после относительно успешных выступлений в турнирах Гран-при в Штутгарте и Вашингтоне. По ходу этих турниров он нанёс поражения 22-й ракетке мира Скотту Дэвису и 14-й ракетке мира Хуану Агилере, а сам достиг в рейтинге 53-й строчки. Однако уже вторая половина года снова сложилась для него неудачно, а 1985 год стал полностью провальным: за сезон Кухарски выиграл лишь три встречи в 16 турнирах и уже в апреле навсегда покинул первую сотню рейтинга. В парах сезон 1985 года прошёл успешнее — после побед в феврале и марте над такими сильными соперниками, как Хайнц Гюнтхардт и Балаж Тароци, а затем Ким Уорик и Марк Эдмондсон он, напротив, ненадолго вернулся в число ста лучших парных игроков, а в конце того же года состоялось ещё одно возвращение после выхода в четвертьфинал в Кицбюэле и полуфинал в Штутгарте. После этого Кухарски фактически завершил недолгую карьеру, следующие два сезона пропустив полностью и лишь в конце 80-х годов проведя несколько матчей в турнирах разного уровня на швейцарской земле.

## Участие в финалах турниров Гран-при за карьеру (6)

### Одиночный разряд (1)
Поражение (1)
| Дата           | Турнир             | Покрытие | Соперник в финале | Счёт в финале |
| -------------- | ------------------ | -------- | ----------------- | ------------- |
| 8 февраля 1982 | Каракас, Венесуэла | Хард     | Рауль Рамирес     | 6-4, 6-7, 3-6 |

### Парный разряд (5)
Победы (2)
| №  | Дата            | Турнир                  | Покрытие | Партнёр         | Соперники в финале             | Счёт в финале |
| -- | --------------- | ----------------------- | -------- | --------------- | ------------------------------ | ------------- |
| 1. | 1 февраля 1982  | Буэнос-Айрес, Аргентина | Грунт    | Ханс Кари       | Мануэль Орантес Анхель Хименес | 7-5, 6-2      |
| 2. | 10 октября 1983 | Тель-Авив, Израиль      | Хард     | Колин Даудсвелл | Петер Файгль Петер Эльтер      | 6-4, 7-5      |

Поражения (3)
| №  | Дата           | Турнир                               | Покрытие | Партнёр          | Соперники в финале              | Счёт в финале |
| -- | -------------- | ------------------------------------ | -------- | ---------------- | ------------------------------- | ------------- |
| 1. | 25 апреля 1983 | Мадрид, Испания                      | Грунт    | Маркус Гюнтхардт | Хайнц Гюнтхардт Павел Сложил    | 3-6, 3-6      |
| 2. | 6 июня 1983    | Венеция, Италия                      | Грунт    | Стив Крулевиц    | Франсиско Гонсалес Виктор Печчи | 1-6, 2-6      |
| 3. | 18 июля 1983   | Открытый чемпионат Австрии, Кицбюэль | Грунт    | Колин Даудсвелл  | Павел Сложил Войцех Фибак       | 5-7, 2-6      |

## Тренерская карьера
В 90-е годы Кухарски сменил корт на тренерскую скамью. Среди его подопечных в это десятилетие была германская теннисистка Анке Хубер, а в новом тысячелетии он тренировал Ану Иванович, с которой занимался с 16 лет, затем Агнеш Савай, Петру Мартич и Полону Херцог. В конце 1990-х Кухарски был капитаном сборной Венгрии в Кубке Дэвиса. В начале 2002 года он был назначен главным тренером сборной Швейцарии в Кубке Федерации, а в дальнейшем занял пост капитана.
В 2007 году, работая с Агнеш Савай, Кухарски был признан лучшим тренером Венгрии, в голосовании намного опередив шесть лет подряд завоёвывавшую это звание Каталин Фабианне-Рожньои — тренера по гребле на байдарках и каноэ.